# Kyōkai no Kanata
Kyōkai no Kanata (境界の彼方, Kyōkai no Kanata, lit. Além do limite) é uma série de light novel escrita por Nagomu Torii, com ilustrações de Tomoyo Kamoi. A obra foi premiada com uma menção honrosa na competição do Prémio de Animação de Quioto em 2011 e os três volumes foram publicados pela Kyoto Animation entre junho de 2012 e abril de 2013.
O anime foi produzido pela Kyoto Animation e transmitido no Japão entre 2 de outubro e 18 de dezembro de 2013. O episódio em formato OVA foi lançado em julho de 2014. O filme de duas partes foi lançado no Japão em março e abril e de 2015.

## Personagens

### Protagonistas
Akihito Kanbara (神原 秋人, Kanbara Akihito)
Voz de: Kenichirō Ōhashi, Mei Tanaka (criança)
Mirai Kuriyama (栗山 未来, Kuriyama Mirai)
Voz de: Risa Taneda
Mitsuki Nase (名瀬 美月, Nase Mitsuki)
Voz de: Minori Chihara
Hiroomi Nase (名瀬 博臣, Nase Hiroomi)
Voz de: Tatsuhisa Suzuki, Ayane Sakura (criança)

### Guerreiros do Mundo Espiritual
Shizuku Ninomiya (二ノ宮 雫, Ninomiya Shizuku)
Voz de: Akeno Watanabe
Yayoi Kanbara (神原 弥生, Kanbara Yayoi)
Voz de: Hiromi Konno
Izumi Nase (名瀬 泉, Nase Izumi)
Voz de: Ayako Kawasumi
Maya Minegishi (峰岸 舞耶, Minegishi Maya)
Yu Mashiro (真城 優斗, Mashiro Yu)

### Departamento de Observação
Miroku Fujima (藤真 弥勒, Fujima Miroku)
Voz de: Masaya Matsukaze
Ukyo Kusunoki (楠木 右京, Kusunoki Ukyo)
Kikyō Nagamizu (永水 桔梗, Nagamizu Kikyō)

### Outros
Ayaka Shindō (新堂 彩華, Shindō Ayaka)
Voz de: Naomi Shindō
Ai Shindō (新堂 愛, Shindō Ai)
Voz de: Yuri Yamaoka
Yui Inami (伊波 唯, Inami Yui)
Voz de: Sayuri Yahagi
Sakura Inami (伊波 桜, Inami Sakura)
Voz de: Moe Toyota
Iori Ichinomiya (一ノ宮 庵, Ichinomiya Iori)
Kana Shinozaki (篠崎 夏菜, Shinozaki Kana)

## Média

### Light novels
A série de light novels foram escritas por Nagomu Torii, com ilustrações de Tomoyo Kamoi. Nagomu  Torii apresentou a primeira novel na segunda competição do Prémio de Animação de Quioto em 2011, onde foi premiada com uma menção honrosa na categoria novel. O estúdio mais tarde publicou o primeiro volume em 9 de junho de 2012 e os três volumes foram lançados em 2 de outubro de 2013.
| N.º | Data de lançamento   | ISBN              |
| --- | -------------------- | ----------------- |
| 1   | 9 de junho de 2012   | 978-4-9905812-4-4 |
| 2   | 8 de abril de 2013   | 978-4-907064-04-4 |
| 3   | 2 de outubro de 2013 | 978-4-907064-07-5 |

### Anime
O anime foi produzido pelo estúdio Kyoto Animation, dirigido por Taichi Ishidate e transmitido no Japão em 2 de outubro e 18 de dezembro de 2013. O tema de abertura foi "Kyōkai no Kanata" (境界の彼方), interpretado por Minori Chihara e o tema de encerramento foi "Daisy", interpretado por Stereo Dive Foundation. A série também foi transmitida simultaneamente pelo Crunchyroll. O anime foi licenciado na América do Norte pela Sentai Filmworks. Os três episódios em formato OVA do curta intitulado Kyōkai no Kanata Idol Saiban! (「きょうかいのかなた　アイドル裁判!, Kyōkai no Kanata Aidoru Saiban!) foram lançados entre 18 de novembro e 16 de dezembro de 2013, no sítio oficial, através do YouTube. Os dois episódios adicionais de Idol Saiban foram lançados em DVD e disco blu-ray, junto com os três primeiros episódios em formato OVA, em 2 de julho de 2014.
O filme de duas partes intitulado Gekijōban Kyōkai no Kanata: I'll Be Here (劇場版 境界の彼方 -I'll Be Here-)) foi produzido pela Kyoto Animation e realizado por Taichi Ishidate. O primeiro filme, Kako-hen (過去篇, The Past), foi lançado em 14 de março de 2015. O segundo filme, Mirai-hen (未来篇), foi lançado em 25 de abril de 2015. O filme Kako-hen reconta os acontecimentos da série de televisão, enquanto Mirai-hen é uma história original ambientada um ano após o fim da série de televisão.